# Ole Ødegaard
Ole Knutsen Ødegaard, född 27 november 1847 i Vestre Slidre, död 10 oktober 1932, var en norsk författare. Han var bror till Nils Ødegaard. 
Ødegaard representerade sin hembygd i Stortinget under flera perioder. År 1869 upprättade han Valdres folkhögskola. Efter 1911 utgav han en rad lokalhistoriska och folkloristiska skildringar från Valdres, Han var ledamot av civilprocesskommissionen.